# Casina del Cardinal Bessarione
La casina del Cardinal Bessarione è un edificio storico di Roma.

## Storia
L'edificio sorge in un'area ricca di testimonianze antiche: nel XIV secolo qui sorgeva un ospedale affidato ai Fratres Cruciferi della vicina Chiesa di San Cesareo de Appia, a sua volta impiantato su evidenze di epoca antica (sono stati rinvenuti resti di sepolture repubblicane e abitazioni alto-imperiali). La sua forma attuale risale però alla seconda metà del XV secolo e, secondo la tradizione, si dovrebbe alla volontà del Cardinale Bessarione, titolare della diocesi di Tuscolo dal 1449 al 1468, che avrebbe riadattato la casina come sua gradevole residenza suburbana (alternativa a quella cittadina in Piazza Santi Apostoli, poi inglobata in Palazzo Colonna).
Nel 1600 papa Clemente VIII concesse la casina al Collegio Clementino; quando quest'ente fu soppresso dopo la breccia di porta Pia (1870) e l'unione di Roma al Regno d'Italia come sua capitale, l'amministrazione del nuovo Stato unitario ne decretò il passaggio al Convitto. Ciononostante, tra fine XIX secolo e XX secolo fu adibita a locanda.
La casina fu ceduta al Comune di Roma dal Demanio nel 1926 e restaurata tra gli inizi degli anni 1950 e la fine degli anni 1960. Funge come una delle sedi di rappresentanza del comune ed è gestita dalla Sovrintendenza capitolina ai beni culturali (visitabile solo nei fine settimana e su prenotazione; ingresso gratuito).

## Descrizione
L'edificio si trova in via di Porta San Sebastiano (ovvero l'antico tratto urbano della via Appia), non lontano dalla sua confluenza con via di Porta Latina (a sua volta l'antico tratto urbano della via Latina).
Si articola su tre piani, di cui uno seminterrato; l'elemento sicuramente più caratteristico è la sua loggia, le cui colonne sono molto probabilmente di reimpiego.